# Allocapnia granulata
Allocapnia granulata is een steenvlieg uit de familie Capniidae. De wetenschappelijke naam van de soort is voor het eerst geldig gepubliceerd in 1924 door Claassen.
De soort komt voor in Noord-Amerika.